# Giovanni Improta
Giovanni Improta, más conocido como Gianni Improta (Nápoles, Italia, 22 de enero de 1948), es un exfutbolista, entrenador y dirigente deportivo italiano. Se desempeñaba como centrocampista. Actualmente es un dirigente del club Juve Stabia.

## Trayectoria como jugador
Fue apodado Baronetto di Posillipo (Baroncito de Posillipo) debido a su lugar de nacimiento, el barrio napolitano de Posillipo, y por su elegancia, en la vida como en la cancha. Se formó en las categorías inferiores del equipo de su ciudad natal, el Napoli, debutando en el primer equipo con 19 años de edad, durante la temporada 1967/68. El año siguiente fue cedido a préstamo al SPAL de Ferrara, donde permaneció una temporada de Serie B. En 1973 fue transferido al Sampdoria y eso provocó manifestaciones de protesta por parte de los hinchas napolitanos. En 1974 fichó por el Avellino de la Serie B y en 1975 por el Catanzaro: en el club calabrés se quedó cuatro temporadas, logrando un ascenso a la Serie A en 1976. En 1979 volvió al Napoli, donde jugó hasta el octubre de 1980, cuando fichó por el Lecce. Concluyó su carrera como futbolista en el Frattese de Frattamaggiore, que en ese entonces militaba en la cuarta división.

## Trayectoria como entrenador
En los 90 ha sido el técnico de varios clubes del Sur de Italia: Campania Puteolana, Juve Stabia, Catanzaro, Savoia, Altamura y Albanova.

## Dirigente deportivo
Fue presidente del Sector Juvenil y Escolar del Comité Regional de la FIGC en Campania. En 2007 fue encargado como director general del Catanzaro. En la temporada 2013/14 fue nombrado consejero personal del Presidente Manniello del Juve Stabia, para luego convertirse en el presidente actual del club.
Además, participa en varios programas de carácter deportivo en los canales de televisión Telenapoli Canale 34 y Napoli Canale 21. 

## Clubes como jugador
| Club         | País   | Año         |
| ------------ | ------ | ----------- |
| SSC Napoli   | Italia | 1967 - 1968 |
| SPAL Ferrara | Italia | 1968 - 1969 |
| SSC Napoli   | Italia | 1969 - 1973 |
| UC Sampdoria | Italia | 1973 - 1974 |
| US Avellino  | Italia | 1974 - 1975 |
| US Catanzaro | Italia | 1975 - 1979 |
| SSC Napoli   | Italia | 1979 - 1980 |
| US Lecce     | Italia | 1980 - 1982 |
| US Frattese  | Italia | 1982 - 1984 |

## Clubes como entrenador
| Club               | País   | Año         |
| ------------------ | ------ | ----------- |
| Campania Puteolana | Italia | 1990 - 1991 |
| SS Juve Stabia     | Italia | 1991 - 1992 |
| US Catanzaro       | Italia | 1993 - 1995 |
| AC Savoia          | Italia | 1995 - 1996 |
| US Altamura        | Italia | 1996 - 1997 |
| SC Albanova        | Italia | 1997 - 1998 |